# 상정고금예문
《상정고금예문》(詳定古今禮文)은 고금, 곧 예로부터 고려 때까지의 예문을 모아 편찬한 책으로, 50권으로 되어 있었다.
고려 인종 때 최윤의(崔允儀)가 지은 것으로 현존하지 않는다. 《동국이상국집》에 이 책을 고종 21년(1234년) 활자로 찍었다고 한 기록이 있는 것으로 보아, (현존하지는 못하지만) 한국최초, 나아가 세계최초의 금속활자본이 될 수 있었음을 보여준다.

## 같이 보기
- 무구정광대다라니경
- 직지심체요절
- 최윤의